# スタン・ジョーンズ (ミュージシャン)
スタン・ジョーンズ（Stan Jones,1914年6月5日-1963年12月13日）はアメリカのミュージシャンであり、俳優である。

## 来歴
1914年、アリゾナ州ダグラスに生まれる。本名スタンリー・デイビス・ジョーンズ、家は牧場を経営していた。父親を亡くしてから、母と共にロスアンジェルスに引っ越し、カリフォルニア大学バークレー校に入学する。そのかたわら、ロデオで収入を得ていた。しかし、1934年に海軍に入隊するため退学。海軍を除隊してからは炭鉱夫、消防士、森林警護官などの職につく。仕事の合間を見て書きためた曲のうち、録音されたのは100にものぼる。最も有名な作品である『ゴースト・ライダーズ・イン・ザ・スカイ』は、カリフォルニアのデスバレーで、国立公園の自然保護官をしていた時期に書かれたものである。映画『ザ・ウォーキング・ヒルズ』のテクニカル・アドバイザーをやっていた時に、映画監督のジョン・フォードと親しくなり、それがきっかけでハリウッドに進出する。
ジョーンズが作った曲はほとんどがカントリー・ミュージックである。ジョン・フォードをはじめ何名かの監督の作品に曲を書いた、その中には『捜索者』や『リオ・グランデの砦』もある。自ら西部劇に出演もしていた。
1955年にウォルト・ディズニー・スタジオの仕事を始める。TVシリーズ『シャイアン』のテーマを共同で手掛け、1956にはシンジケーティッド・テレビの『モーガン警部』に出演、また、ジョン・フォードが南北戦争をテーマに撮った『騎兵隊』では、クレジットなしだが、グラント将軍役で出演した。その翌年には、またディズニー・スタジオの仕事に戻る。
私生活では2度結婚し、子供が数人いる。1963年、49歳でロスアンジェルスで死去。故郷のダグラスにあるジュリア・ページ記念公園に埋葬された。1997年に、ウエスタンミュージックの殿堂入りをした。

## 主な作品（音楽）
- ゴースト・ライダーズ・イン・ザ・スカイ
- オウル・ララバイ
- アイ・レフト・マイ・ラブ
- リングル・ラングル
- サンズ・オブ・オールド・アント・ダイナ
- ラフ・ラングラー
- ザ・サーチャーズ（映画『捜索者』のために作曲）
- イン・ザ・シャドウズ・オブ・マイ・ハート
- ザ・マーシャルズ・ドーター
- ホイールウィンド
- マイ・ギャル・イズ・パープル、フットソア・キャバルリー、イエロー・ストライプス（映画『リオ・グランデの砦』）のために作曲
- ワゴンズ・ウエスト

## 主な出演作品

### 映画
- リオ・グランデの砦（軍曹、1950）
- Whirlwind（クレジットなし、1951）
- The Last Musketeer（ブレーク保安官、1952）
- Spin and Marty（フランク、1955）
- 機関車大追跡（ウィルソン・ブラウン、1956）
- 騎兵隊（グラント将軍、クレジットなし 1959）
- Ten Who Dared（1960）
- ガンファイトへの招待（1964）

### テレビ
- The Adventures of Spin and Marty（フランク、1955）
- モーガン警部（オルソン保安官助手、1956-1958）
- シャイアン（保安官、1956-1958）